# Dřevec
Dřevec je vesnice, část města Kožlany v severní části okresu Plzeň-sever v Plzeňském kraji. Katastrální území Dřevec zaujímá rozlohu 398,56 ha. V roce 2011 zde trvale žilo 115 obyvatel.

## Historie
Ves je poprvé uváděna v potvrzení majetku plaského kláštera papežem Inocencem IV. z roku 1250. Na počátku husitských válek roku 1419 zastavil opat Gotfrýd ves s 15 statky doživotně Hanuše z Kolovrat, ale 5 usedlostí bylo během válek zničeno. Po smrti Hanuše se Dřevec vrátil do majetku kláštera, ale až do roku 1550 se majitelé několikrát střídali.
Roku 1554 zastavil opat Bohuslav ves Floriánu Gryspekovi a ta se stala součástí kaceřovského panství. V roce 1558 bylo ve vsi 10 usedlostí, na kterých hospodařily rodiny Jana Kachka, Míky Vochoče, Jana Radima, Matěje Vojtěchů, Matěje Číhy, Václava Dudela, Petra Noska, Jakuba Hanzy a Matěje Macháčka.
Po bitvě na Bílé hoře se ves po konfiskaci majetku Gryspeků vrátila roku 1623 zpět do majetku kláštera. Během třicetileté války bylo vypáleno dalších 5 statků a k roku 1651 žilo v Dřevci jen 20 obyvatel.

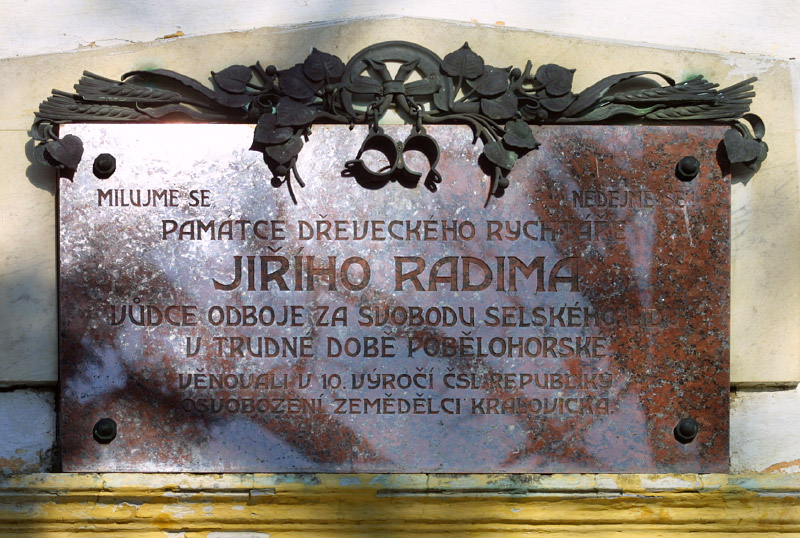
Pamětní deska Jiřímu Radimovi

V roce 1680 vedl místní rodák, rychtář Jiří Radim, selské povstání proti klášterní vrchnosti. Povstání neuspělo a vzbouřenci museli vysázet lipovou alej k Mariánské Týnici, z níž zbyla poslední Radimova lípa. Rychtář Radim má pamětní desku na čp. 18.
Ves byla v majetku klášter až do jeho zrušení roku 1785.
V minulosti bylo nedaleko vsi otevřeno několik ložisek keramických jílů, povrchová těžba byla však ukončena a ložiska se zbytkovými zásobami jsou považována za neperspektivní.
Roku 1967 byl zavezen návesní rybník.

## Přírodní poměry
Dřevec sousedí na severu s Kožlany, na východě s Černíkovicemi a Všehrdy, s Brodeslavy na jihovýchodě, s Hodyní na jihozápadě a s městem Kralovice na západě. Ves leží na Dřeveckém potoce v rovinatém terénu čtyři kilometry jihovýchodně od Kralovic.

## Obyvatelstvo
| Rok            | 1869 | 1880 | 1890 | 1900 | 1910 | 1921 | 1930 | 1950 | 1961 | 1970 | 1980 | 1991 | 2001 | 2011 | 2021 |
| -------------- | ---- | ---- | ---- | ---- | ---- | ---- | ---- | ---- | ---- | ---- | ---- | ---- | ---- | ---- | ---- |
| Počet obyvatel | 195  | 123  | 173  | 182  | 180  | 169  | 177  | 126  | 115  | 134  | 166  | 130  | 135  | 115  | 128  |
| Počet domů     | 29   | 20   | 29   | 29   | 29   | 29   | 32   | 38   | 109  | 32   | 32   | 40   | 42   | 36   | 44   |

## Obecní správa
Při sčítání lidu v letech 1850–1976 Dřevec byl  samostatnou obcí, se kterým patřil nejprve do okresu Kralovice, ale v roce 1950 v okrese Plasy a od roku 1960 v okrese Plzeň-sever. Od 30. dubna 1976 je částí města Kožlany v okrese Plzeň-sever.
V letech 1869–1880 a v letech 1961–1976 k obci patřily Buček a Hodyně a v letech 1961–1976 také Černíkovice a Hedčany.

## Pamětihodnosti

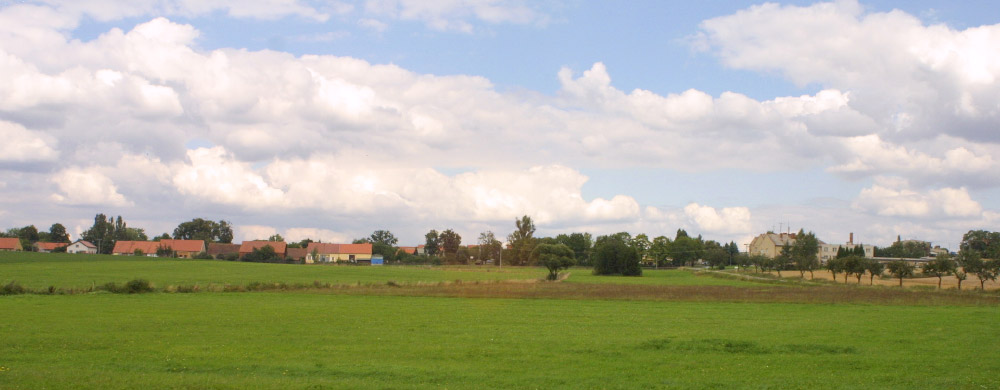
Dřevec od jihu

- zděná kaple s trojbokým závěrem a zvoničkou nad průčelím, okolo roku 1870
- usedlost čp. 13 na podlouhlé návsi s fasádou se secesními motivy
- smírčí kříž z 16. století z pískovce s jednoduchým křížem
- smírčí kříž z 18. století s nápisem Barbora Hibnerowa 1761, rytinou lebky a zkřížených hnátů
- kamenná sloupková boží muka sv. Vavřince z konce 18. století při rozcestí na západním okraji vsi
- zděná kaplička P.Marie při silnici na Kralovice